# 野百合花 (杂文)
《野百合花》是于1942年3月13日、3月23日发表在延安《解放日报》文艺副刊的一组杂文，作者王实味。

## 摘要
“前记”中作者深情地回忆起他在北大时那个“圣洁的影子”——李芬，一个在北京大学入党的女共产党员，1928年春天她在故乡湖南被自己的亲舅父缚送给当地驻军，穿着三套密密缝在一起的衬衣裤从容赴死。作者写道一生都忘不了这个“圣洁的女殉道者”，并从她的影子里汲取生活、战斗的力量，促使他写下这些文字的也是这一力量。作者由李芬想起了一切倒在血泊中的同志，所以他才批评延安“歌转玉堂春、舞回金莲步”的一片升平气象。
这篇文章共四个小标题，分别为“我们生活里缺少什么？”、“碰《碰壁》”、“‘必然性’‘天塌不下来’与‘小事情’”、“平均主义与等级制度”。
作者批评“革命圣地”缺乏人际之间的温暖，多少热血青年奔赴延安就是为了寻求“美丽与温暖”，所以对“丑恶与冷淡”忍不住要“发牢骚”。他说：“要想在今天，把我们阵营里一切黑暗消灭净尽，这是不可能的；但把黑暗削减至最小限度，却不但可能，而且必要。”他反对以“必然性”、“天塌不下来”、“小事情”为借口推卸每个人（尤其是“大人物”）的责任，认为那是“间接助长黑暗，甚至直接制造黑暗！”
作者直言不讳地反对等级制度——“我并非平均主义者，但衣分三色，食分五等，却实在不见它必要与合理——尤其是在衣服问题上（笔者自己是有所谓‘幹部服小厨房’阶层，葡萄并不酸）”，当时他是特别研究员，穿着和领袖一样，津贴比边区主席林伯渠还多，和王若飞一样吃中灶，在延安文化人里算是有地位的。但他无法容忍那些不如人意的现象，并提出语无遮拦的批评，他的立足点不是政治的，而是人性的，他倡导的是爱和温暖，他之所以参加革命说穿了也就是追求人性，他说青年们来延安是为了“美丽与温暖”，无疑是他自己内心的真实写照。

## 缘起
1942年3月9日，《解放日报》发表了一篇经毛泽东修改，由胡乔木撰写的社论《教条和裤子》。文中，毛泽东对“主观主义、教条主义的大师们”能否自觉“脱裤子”并不抱奢望，他决定采取一项重大措施，即动员青年知识分子帮助「红色教授」和老干部「脱裤子」。3月中下旬，毛泽东的言论向更“开明”的方向发屐，《解放日报》连续发表反宗派主义的社论。于是，各机关、学校纷纷办起壁报，人们踊跃着文，响应毛泽东的号召，向主观主义、教条主义、宗派主义发起猛烈的攻击。
1942年3月9日，就在《教条和裤子》社论问世的当天，《解放日报》刊出了丁玲的《三八节有感》。紧接着，由丁玲任主编、陈企霞任副主编的《解放日报》文艺栏又先后发表了王实味的《野百合花》和经毛泽东亲笔润色、作了修改的萧军的《论同志之“爱”与“耐”》以及艾青的《了解作家，尊重作家》和罗烽的《还是杂文时代》，这些文章一经刊出，立即轰动了延安。
在《解放日报》文艺栏发表的文章中，最具影响力的是中研院文艺研究室特别研究员王实味的《野百合花》。 

## 影响与后果

### 影响
《野百合花》的作者王实味大胆地揭露了延安“新生活”的阴影，相当准确地反映了延安青年知识分子理想渐趋破灭后产生的沮丧和失望的情绪，并对在革命口号下逐渐强化的等级制度及其官僚化趋向表示了严重的忧虑。
王实味的《野百合花》和刊登在中央研究院《矢与的》壁报上的其它言论一经问世，立即在延安引起轰动，一时间各学校、机关纷纷仿效中研院，也办起了各种类似《矢与的》的壁报，至1942年3月底，4月初，各大单位创办或计划创办的壁报有：西北局的《西北风》；延安自然科学院的《整风》、《向日葵》、《心里话》；民族学院的《脱报》（脱者，“脱裤子”也）；中央医院的《显微镜》（拟创办）；延安学生疗养院的《整风》。与此同时，各学校、机关“反官僚，争民主”的浪涛正汹涌澎湃：中央研究院95%的工作人员同情、支持王实味的观点，研究院领导罗迈和张如心等成为众矢之的。
延安大学也出现了民主“一边倒”的局势。在3月26日全体党员大会上，与会者控诉了“个别领导同志，以主观武断的态度处理问题，缺少民主精神，以‘尊重组织’、‘尊重领导人的威信’等为借口变相地压制民主，以致于造成一部分同志不敢讲话和不愿讲话的现象”，会议“打破了过去大家畏缩不敢发言的空气，充分发扬了民主”。有人甚至提议，“应以清算的方式，明确责任问题，是非属谁。责任属谁，根究到底，必须得出正确的结论”。

### 后果
1942年3月31日，毛泽东在《解放日报》改版座谈会上向延安青年知识分子发出严厉警告：
有些人是从不正确的立场说话的，这就是绝对平均的观念和冷嘲暗箭的办法。近来颇有些求绝对平均，但这是一种幻想，不能实现的。我们工作制度中确有许多缺点，应加改革，但如果要求绝对平均，则不但现在，将来也是办不到的。小资产阶级的空想社会主义思想，我们应该拒绝。...冷嘲暗箭，则是一种销蚀剂，是对团结不利的。
毛泽东的上述警告赫然刊登在4月2日《解放日报》的头版，但是在1942年春天，延安大多数青年干部还未练就从报纸上观察政治风向的本领，竟然将毛的警告置之脑后，继续我行我素，“鼓噪”民主。1942年4月3日，也就是《解放日报》刊登毛泽东警告的第二天，中宣部正式发出四三决定（即《关于在延安讨论中央决定及毛泽东同志整顿三风报告的决定》）。《决定》明确申明：
整风必须在各部门的领导机关负责人领导下进行，不得以群众选举的方式，组织领导整风的检查委员会；在检查工作时，不仅只检查领导方面的,而且要检查下面的和各个侧面的；每人都必须反省自己的全部历史。
王实味此时并不知风向已变，仍在中研院振振有词，继续发表情绪激昂的演说，殊不知他已被毛泽东选中，即将被当作活祭推上燃烧着的火台，成为警吓众“猴”的一只待宰之“鸡”!
1942年4月7日，在前一阶段因遭到巨大的批评压力，暂时退避一旁的罗迈遵循毛泽东的“反击”部署，为了向毛显示自己的忠心，先将中研院出现的“自由化”与王明、张闻天挂起钩来，再部署中研院的反王实味斗争。
很快，中研院原先支持、同情王实味的干部，被骤然降临的风暴吓得不知所措，随即为求自保，纷纷反戈一击，或痛哭流涕检讨自己立场不稳，上当受骗；或义愤填膺，控诉王实味一贯“反党”、“反领导”。一些人甚至作出与王实味“势不两立”的模样，要求组织上严惩王实味。在这种群体性歇斯底里的疯狂状态中，王实味被控的罪名也不断升级，到了1942年6月，王实味的头上已有三项”铁帽子“：反党分子（不久又升格为“反党集团头目”）、托匪、国民党特务（又称“国民党探子”）。
在持续的精神恐惧中，6月初，王实味突发书呆子“异想”，宣布退出中共，以为就此可以摆脱一切。但是，王实味又大错特错了，罗迈等绝不会允许王实味退党，而是要将其开除出党。他承认或不承认“错误”，更是无关紧要，他的归宿早已由“上级”作了安排，作为一个难得的“坏人”标本，等待他的将是被捕人狱，即使王实味痛哭流悌，收回退党声明，承认自己的言论犯了弥天大罪，跪在中央组织部磕头求饶，也丝毫无济于事。
1942年11月后，王实味已处于隔离状态，失去了人身自由。1943年4月1日，王实味被康生下令逮捕，次日被关押进中社部监狱，从此成了活死人，除了偶而被带出来向来延安的外国或国统区记者发表一番自唾自弃的说辞外，王实味的日常“工作”就是写交待材料，直到1947年7月1日在山西省兴县被康生下令砍了头。